# نيا بيراموس
ني بيراموس (Νέα Πέραμος) هي مدينة في إقليم أتيكا في اليونان.

## توأمة
لنيا بيراموس اتفاقيات توأمة مع:
- برغاما (2005 - )[4]